# Корлетешть (Прахова)
Корлетешть, Корлетешті (рум. Corlătești) — село у повіті Прахова в Румунії. Входить до складу комуни Берчень.
Село розташоване на відстані 52 км на північ від Бухареста, 5 км на південний схід від Плоєшті, 90 км на південний схід від Брашова.

## Населення
За даними перепису населення 2002 року у селі проживали 1489 осіб, з них 1488 осіб (99,9%) румунів. Рідною мовою 1488 осіб (99,9%) назвали румунську.